# Matt Keith
Mat Keith (* 11. dubna 1983, Kanada) je bývalý kanadský hokejový útočník, který většinu profesionální kariéry strávil v severoamerické AHL. V roce 2001 byl draftován ve druhém kole jako 59. celkově klubem Chicago Blackhawks. V NHL poprvé nastoupil v sezóně 2003/2004, k roku 2008 v této lize odehrál 27 utkání, kromě Blackhawks hrál také za New York Islanders. Po ročníku 2008/2009 v německém ERC Ingolstadt se vrátil na dvě sezóny do AHL. Od ročníku 2011/2012 až do konce kariéry v roce 2017 hrál v evropských ligách, v sezóně 2012/2013 odehrál 4 zápasy za HC Energie Karlovy Vary, poslední tři sezóny byl kapitánem skotského klubu Braehead Clan.

## Kluby podle sezón
- 1998–1999 Banff Icemen, Spokane Chiefs (WHL)
- 1999–2000 Spokane Chiefs
- 2000–2001 Spokane Chiefs
- 2001–2002 Spokane Chiefs
- 2002–2003 Spokane Chiefs, Red Deer Rebels
- 2003–2004 Chicago Blackhawks (NHL), Norfolk Admirals (AHL)
- 2004–2005 Norfolk Admirals
- 2005–2006 Chicago Blackhawks, Norfolk Admirals
- 2006–2007 Chicago Blackhawks, Norfolk Admirals, Portland Pirates
- 2007–2008 New York Islanders, Portland Pirates, Bridgeport Sound Tigers
- 2008–2009 ERC Ingolstadt (DEL)
- 2009–2010 Rockford IceHogs (AHL)
- 2010–2011 Abbotsford Heat (AHL)
- 2011–2012 Örebro HK (HockeyAllsvenskan)
- 2012–2013 HC Energie Karlovy Vary (ELH), Dornbirner EC (EBEL liga)
- 2013–2014 EC Red Bull Salzburg (EBEL liga)
- 2014–2015 Braehead Clan (EIHL)
- 2015–2016 Braehead Clan
- 2016–2017 Braehead Clan